# Morový sloup (Hostěradice)
Morový sloup v Hostěradicích byl vytvořen roku 1728, stojí na náměstí v Hostěradicích na Moravě, vedle kostela Svaté Kunhuty. Je chráněn jako kulturní památka. Jeho autorem je patrně třebíčský sochař Štěpán Pagan, který zhotovil obdobné sloupy i na jiných místech jižní Moravy (např. Jaroměřice 1716, Ivančice 1726). 

## Popis
Na vrcholu vysokého kamenného sloupu je osazena socha Madony s žezlem a žehnajícím Ježíškem v náručí, stojící na půlměsíci obtočeném hadem s jablkem v tlamě. V rozích kamenného zábradlí kolem sloupu stojí čtveřice světeckých soch, znázorňujících sv. Josefa (pěstouna Páně), sv. Jáchyma (otce Panny Marie), sv. Šebestiána (morového patrona) a sv. Urbana (patrona vinařů).